# Universitatea din Osaka
Universitatea din Osaka (大阪大学 Ōsaka daigaku?), sau Handai (阪大 Handai?) este o instituție de învățământ superior înființată în Osaka, Japonia în anul 1931. Sediul oficial al universității se află în orașul Suita, prefectura Osaka.

## Istoria
Deși Universitatea din Osaka a fost înființată în 1931, sub denumire de Universitate Imperială din Osaka  (a șasea instituție de acest gen), tradiția academică a ei poate fi trasată până la perioada Edo, și anume:
- Kaitokudo (懐徳堂 Kaitokudō?), școală generală, fondată în 1724 de cetățenii din Osaka și
- Tekijuku (適塾 Tekijuku?), școală de Rangaku (studii occidentale), fondată în 1838 de către medicul Ogata Koan.

În 1947 universitatea capătă denumirea sa actuală, iar în 1949, ca rezultat al reformei sistemului de învățământ, ea devine universitate națională.
În 1993, după relocarea Spitalului Universității Osaka (Handaibyouin (阪大病院 Handaibyouin?)) din Nakanoshima în Suita toate activitățile se concentrează în 2 campusuri (Suita și Toyonaka).
În 2007 Universitatea din Osaka a fuzionat cu Universitatea de Studii Străine din Osaka (actualmente campusul Minoh), devenind cea mai mare universitate națională a Japoniei.

## Organizare
Universitatea cuprinde
- 11 facultăți, cu 10 secții (școli) de studii avansate (engl. graduate school)
  - en Facultatea de Litere (文学部) Arhivat în 15 martie 2008, la Wayback Machine.
  - en Facultatea de Științe Umaniste (人間科学部) Arhivat în 7 martie 2008, la Wayback Machine.
  - en Facultatea de Limbi Străine (外国語学部) Arhivat în 26 septembrie 2009, la Wayback Machine.
  - en Facultatea de Drept (法学部)
  - en Facultatea de Economie (経済学部) Arhivat în 7 martie 2008, la Wayback Machine.
  - en Facultatea de Științe Naturale (理学部)
  - en Facultatea de Medicină (医学部) Arhivat în 15 martie 2008, la Wayback Machine.
  - en Facultatea de Stomatologie (歯学部) Arhivat în 23 martie 2008, la Wayback Machine.
  - en Facultatea de Farmacie (薬学部) Arhivat în 7 martie 2008, la Wayback Machine.
  - en Facultatea de Inginerie (工学部)
  - en Facultatea de Științe Inginerești (基礎工学部) Arhivat în 9 martie 2008, la Wayback Machine.
- 5 școli independente de studii avansate
  - en Școala de Limbă și Cultură Arhivat în 8 aprilie 2008, la Wayback Machine.
  - en Școala de Politică Publică Internațională din Osaka Arhivat în 8 aprilie 2008, la Wayback Machine.
  - en Școala de Știință și Tehnologie Informațională Arhivat în 3 decembrie 2014, la Wayback Machine.
  - en Școala de Științe Biologice (engl. Frontier Biosciences) Arhivat în 17 aprilie 2008, la Wayback Machine.
  - en Școala de Drept
- 5 institute de cercetare
  - en Institutul de Cercetare a Bolilor Infecțioase (engl. Microbial Deseases) Arhivat în 8 mai 2008, la Wayback Machine.
  - en Institutul de Cercetare Științifică și Industrială Arhivat în 24 aprilie 2008, la Wayback Machine.
  - en Institutul de Cercetare a Proteinelor
  - en Institutul de Cercetare Socială și Economică
  - en engl. Joining and Welding Research Institute Arhivat în 18 septembrie 2008, la Wayback Machine.
- 2 spitale universitare
  - Spitalul Universității
  - Spitalul Stomatologic al Universității
- O bibliotecă cu 3 filiale
  - Biblioteca principală
  - Filiala „Științe Vitale”
  - Filiala „Suita”
  - Filiala „Minoh”
- 20 subdiviziuni de uz comun (Centrul pentru Studenți Străini etc.)
- 3 subdiviziuni de importanță națională
  - Centrul de Cercetare a Fizicii Nucleare
  - Centrul CiberMedia
  - Institutul de Inginerie Laser

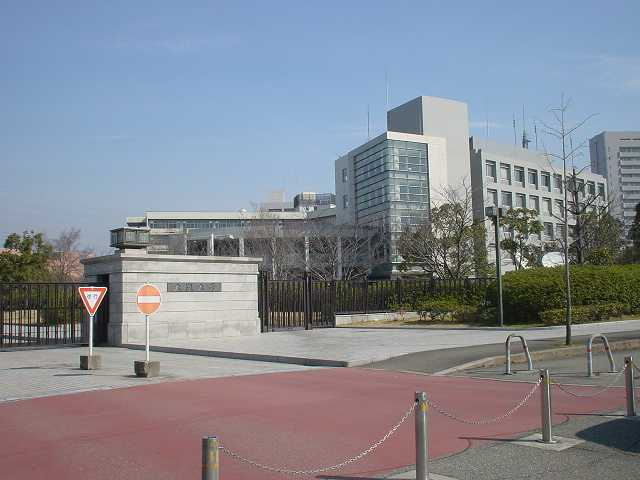
Campus-ul Suita, porțile principale
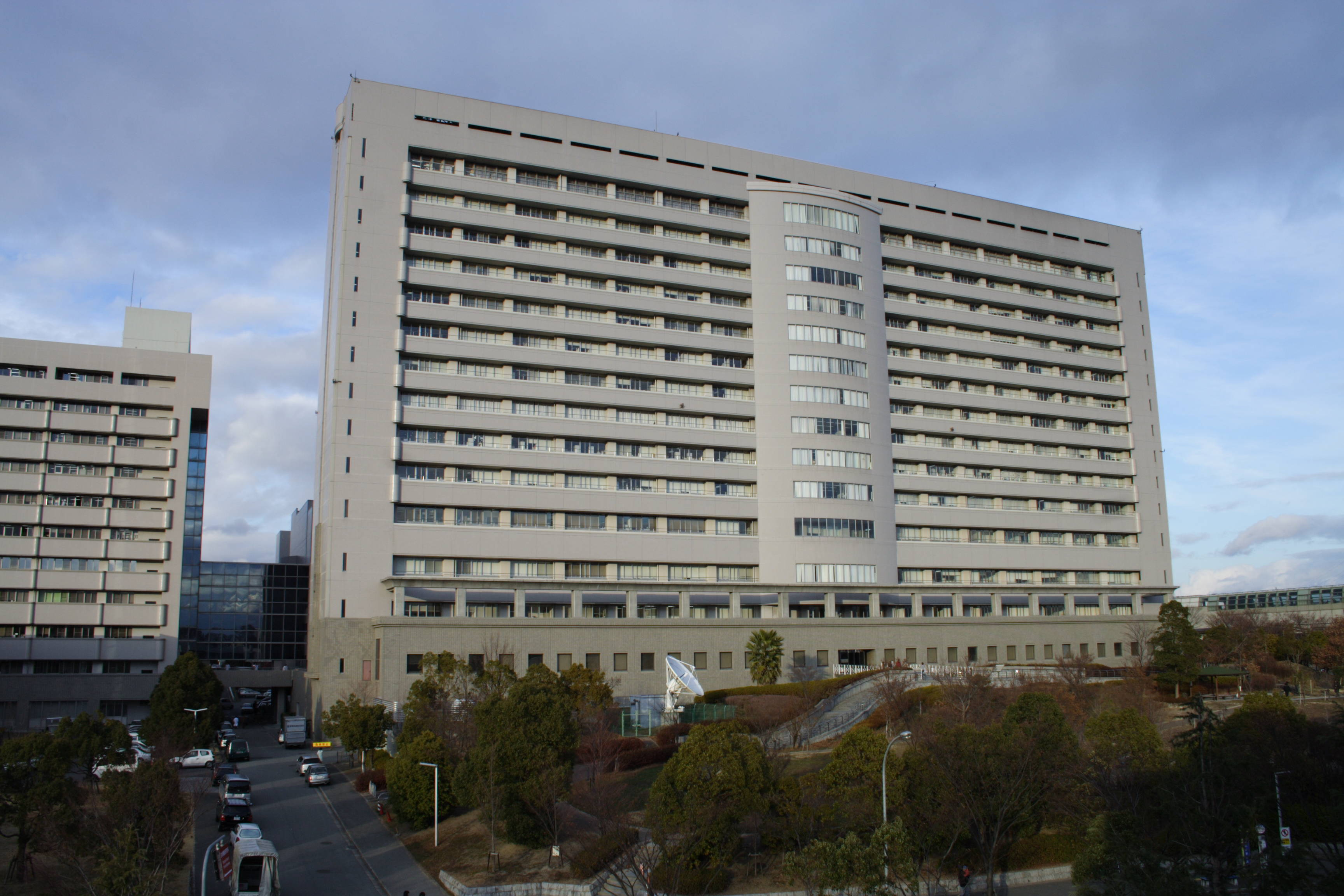
Campus-ul Suita, Spitalul universității
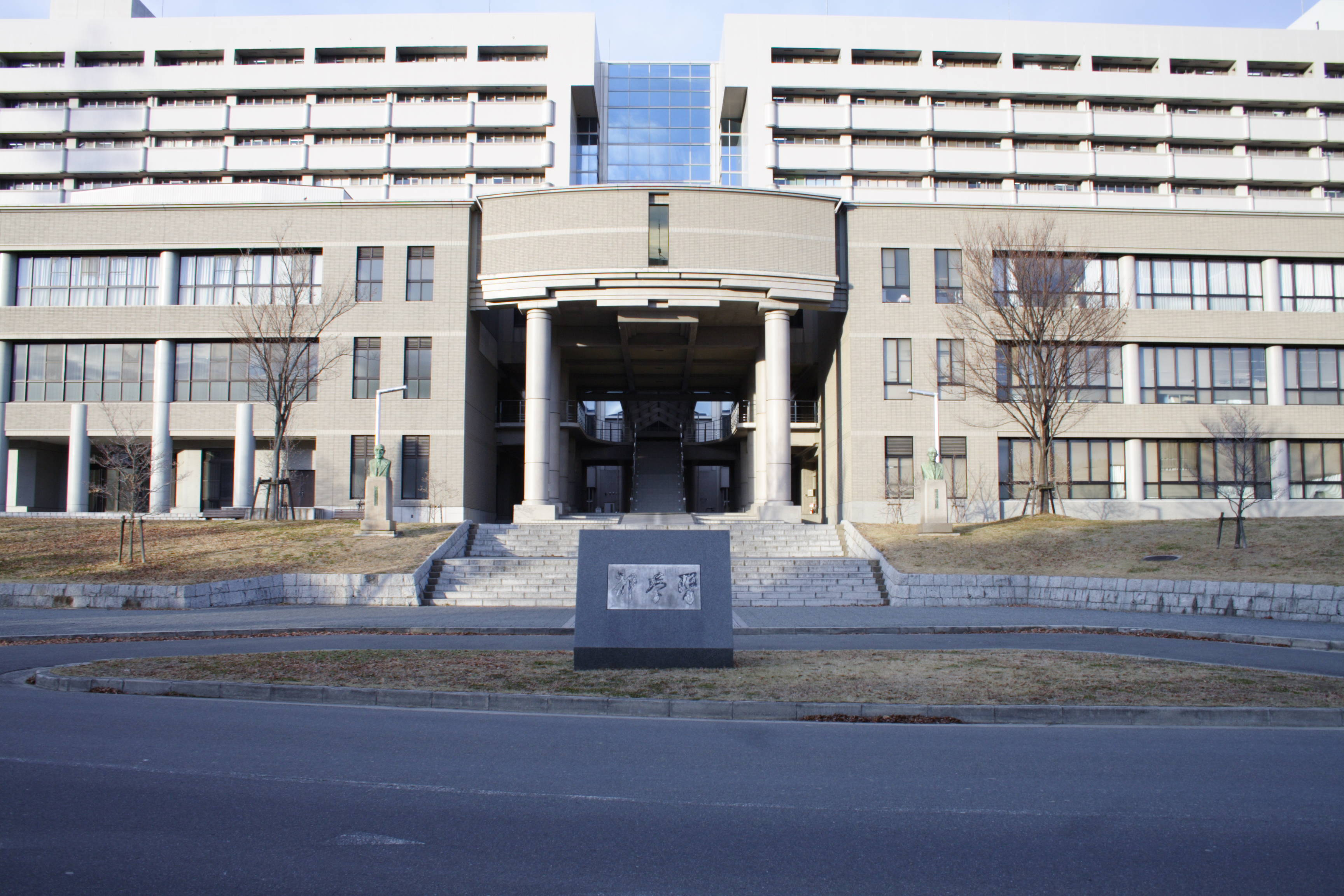
Campus-ul Suita, blocul Facultății de medicină
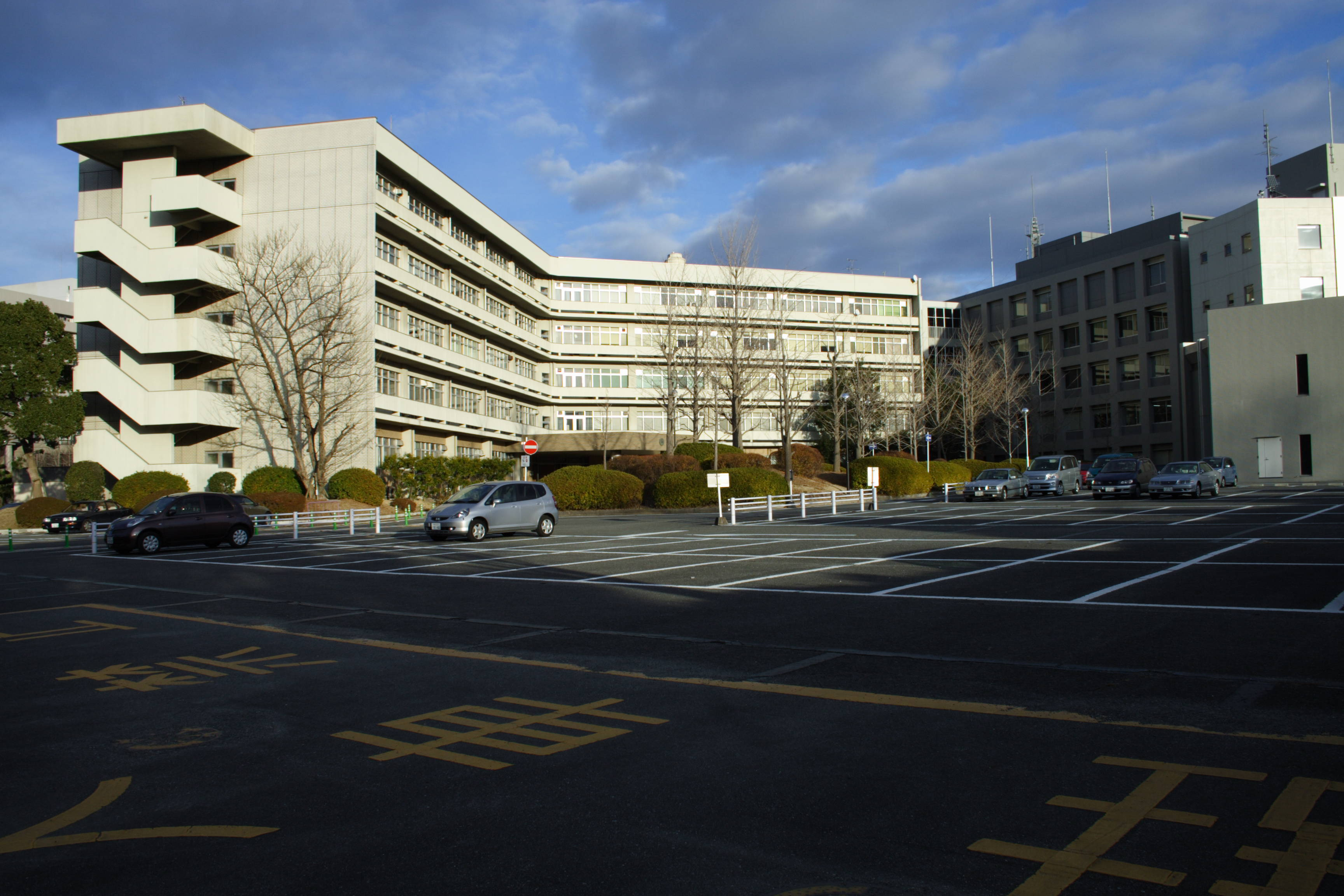
Blocul Școlii de științe umaniste
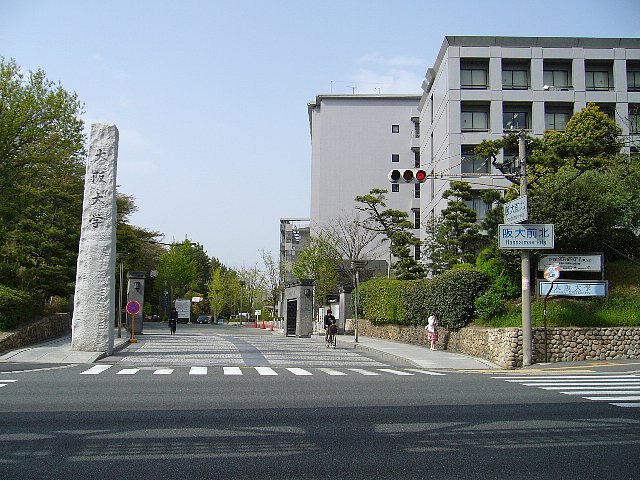
Campus-ul Toyonaka, porțile principale
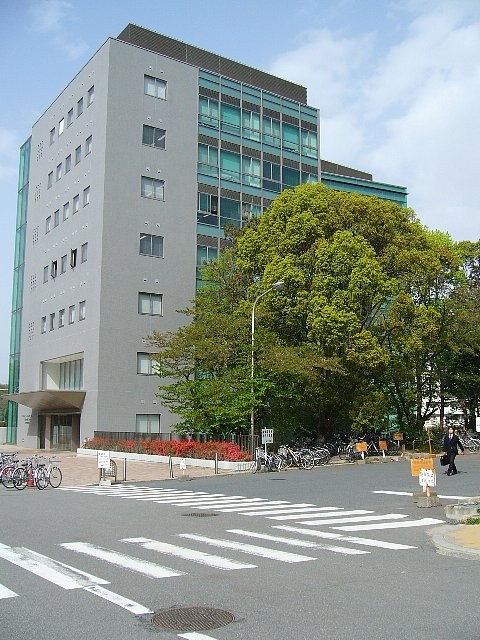
Campusul Toyonaka, Centrul CyberMedia
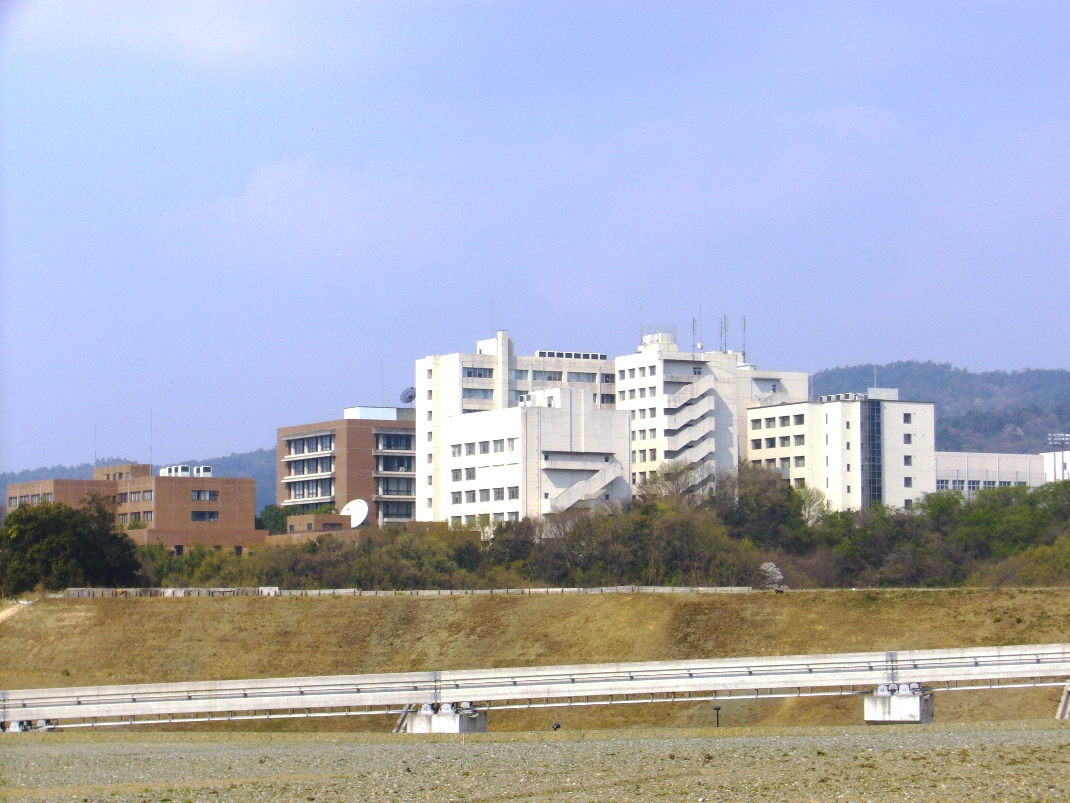
Campus-ul Minoh (fosta Universitate de Studii Străine din Osaka)